# Lijst van straten in gemeente Olst-Wijhe
Dit is een lijst van straten in de gemeente Olst-Wijhe in de Nederlandse provincie Overijssel met hun oorsprong/betekenis.

## Straten in Olst

### A
- Aaldert Geertsstraat – Aaldert Geerts (1920-1945), Olster verzetsheld, Werd in december 1944 gearresteerd en weer vrijgelaten. Later opnieuw gearresteerd en in Zwolle geëxecuteerd.[1][2][3]
- Abersonstraat – N.V. Machinefabriek v/h Joh.'s Aberson, voormalige machinefabriek op deze locatie[4]
- Aletta Jacobsplein – Aletta Jacobs (1854-1929), arts en feministe
- Averbergen – Averbergen, havezate[5]

### B
- Benedendijk – Weg onderlangs de IJsseldijk
- Betsy Perklaan – Betsy Perk (1833-1906), schrijfster van romans en toneelstukken.
- Bockhorsterstraat –
- Boskamp – Boskamp, kerkdorp in de gemeente Olst-Wijhe
- Braamsluiper – Braamsluiper, zangvogel uit de familie van zangers
- Bruinsweg –
- Burgemeester Bentinckstraat – Willem baron Bentinck van Schoonheten (1868-1936), burgemeester van Olst van 1909 tot 1936

### C
- Cox – Engels appelras dat omstreeks 1850 is ontstaan.[4]

### D
- De Bongerd – Bongerd of boomgaard, een met bomen beplant stuk grond waar vruchten of noten geteeld worden
- De Gaarde –
- De Huisstede –
- De Meente –
- De Pas –
- De Schaapvijver – Schaap, evenhoevig zoogdier, dat door de mens is gedomesticeerd uit de moeflon om onder andere wol te leveren[6]
- Diepenveenseweg – Weg richting Diepenveen
- Dijkmanszoet – Nederlands appelras[4][7]
- Dokter H.G. Pluimstraat – Hendrik Gerhard Pluim, (1857-1942), gemeentegeneesheer/huisarts te Olst van 1884? tot april 1928. Ook was hij voorzitter van de Commissie van Toezicht op het Lager Onderwijs.[8][9][10]
- Ds. K. Terpstrastraat – ds. Klaas Terpstra (1901-1945), vanaf 1 oktober 1943 tot zijn overlijden op 14 april 1945 predikant te Olst.[11][12][13][noot 1]

### E
- Eben Haezerpassage – Eben-Haëzer, gedenksteen die door de richter Samuël werd opgericht
- Eendrachtstraat –
- Egbert Veermanstraat – Egbert Veerman (1918-1944), in Olst geboren Nederlands militair, als beroepsfuselier ingedeeld bij de Europese Infanterie van het KNIL. Werd in Nederlands-Indië door de Japanners krijgsgevangen werd gemaakt en stierf in een werkkamp in Birma. Hij is begraven op erebegraafplaats Kanchanaburi.[1][14][15]
- Enkweg – Weg over de enk

### F
- Fitis – Fitis, zangvogel uit de familie boszangers

### G
- Gerbrandystraat – Pieter Sjoerds Gerbrandy (1885-1961), Nederlands politicus en minister-president van Nederland gedurende de Tweede Wereldoorlog
- Goudvink – Goudvink, zangvogel uit de familie van vinkachtigen
- Grasmus – Grasmus, zangvogel uit de familie van zangers
- Groenling – Groenling, zangvogel van de familie der vinkachtigen
- Grote Lijster – Lijster, middelgrote zangvogel

### H
- Haereweg – De Haere, havezate aan de IJssel in de buurtschap Hengforden[5]
- Hannie Schaftlaan – Hannie Schaft (1920-1945), "Het meisje met het rode haar", Nederlands verzetsstrijdster
- Harry de Jongweide –
- Heggemus – Heggenmus, zangvogel uit de familie van heggenmussen
- Hendrik Droststraat – Hendrik (Henk) Drost (1921-1945), Olster verzetsleider. Werd op 2 december 1944 gearresteerd in zijn woning in Olst, en op 8 maart 1945 geëxecuteerd bij de Woeste Hoeve, als represaille voor de aanslag op Rauter[1][2][16]
- Hengforderweg – Hengforden, buurtschap in de gemeente Olst-Wijhe
- Heuvelstraat –
- Hoenloseweg – Hoenlo(o), havezate[5]
- Holenduif – Holenduif, vogel uit de familie van duiven
- Hooiberglaan – Weg naar sporthal "De Hooiberg", waarvan de naam komt van de hooiberg in het Wapen van Olst en dat van Olst-Wijhe

### I
- IJsbout – De ijsbout, een oud Nederlands perenras.[4][17]
- Immerzeelbrug – Leendert Gerrit Immerzeel (1922-1945), Olster verzetsheld. Verleende als lid van de 'Knokploeg Olst' assistentie de Canadese troepen tijdens bevrijding van Oost-Nederland, sneuvelde nabij de Koekoeksbrug in de nacht van 12 op 13 april tijdens een nachtpatrouille. Brug heette tot 1945 Koekoeksbrug.[1][2][18][19]
- Industrieweg – Weg op industrieterrein

### J
- J.W. Dumonstraat – Johan Willem Dumon (1812-1899), Ontvanger der Belastingen[20]
- Jan Hooglandstraat – Johannes Wilhelmus (Jan) Hoogland (1921-1945), Olster verzetsheld. Verleende als lid van de 'Knokploeg Olst' assistentie de Canadese troepen tijdens bevrijding van Oost-Nederland, werd door de Duitsers gevangengenomen en geëxecuteerd bij de Olsterbrug in Heerde.[1][2][18][21]
- Jan Schamhartstraat – Hendrikus Albertus Johan Herman (Jan) Schamhart (1905-1945), Olster verzetsleider. Werd in december 1944 gearresteerd en op 8 maart 1945 geëxecuteerd bij de Woeste Hoeve, als represaille voor de aanslag op Rauter[1][2][22]
- Johan de Wittstraat – Johan de Witt (1625-1672), Nederlands wiskundige en politicus. Was tijdens het Eerste Stadhouderloze Tijdperk 19 jaar lang raadpensionaris van het gewest Holland.
- Joke Smitlaan – Joke Smit (1933-1981), feministe in de jaren zeventig van de 20e eeuw
- Juttepeer – Jut of Juttepeer, Nederlands perenras dat in de late middeleeuwen is ontstaan. [4][23]

### K
- Kerkplein – Plein bij de kerk

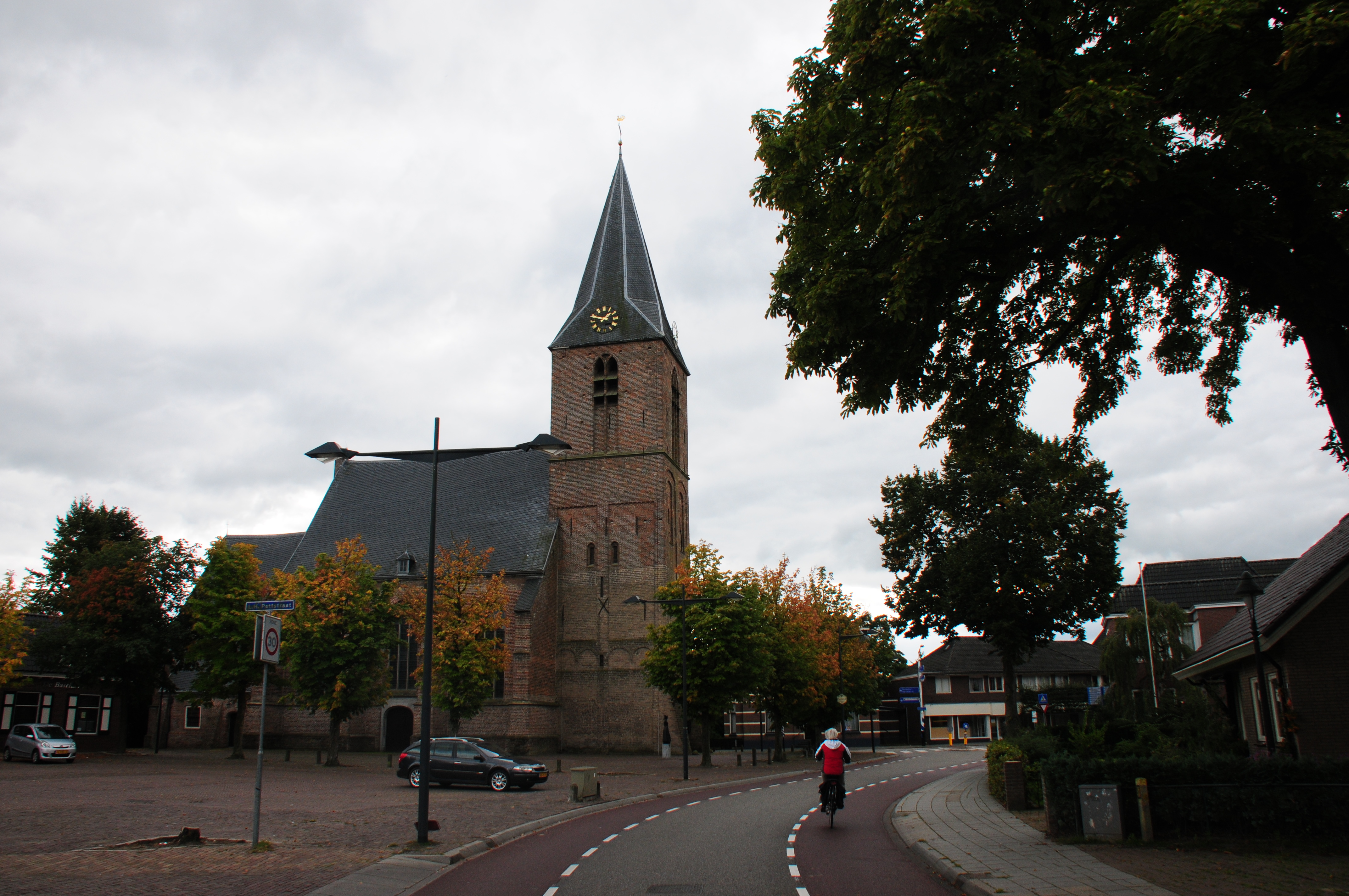
Kornet Van Limburg Stirumstraat met links de L.H. Pottstraat en het Kerkplein

- Kerkuil – Kerkuil, roofvogel uit de familie Kerkuilen
- Kleine Beld –
- Kleine Weide – weide van geringe afmetingen[4]
- Kleistraat – Weg over de "Olster Klei", vruchtbare buitenpolder langs de IJssel
- Kletterstraat –
- Kneu –
- Koekoekspad – De Koekoek, oude boerderij[24]
- Koekoeksweg – idem
- Koningin Julianalaan – Juliana der Nederlanden (1909-2004), koningin der Nederlanden van 1948 tot 1980
- Koningin Wilhelminastraat – Wilhelmina der Nederlanden (1880-1962), Koningin der Nederlanden van 23 november 1890 tot 4 september 1948.
- Koningstraat – Straatnaam verbonden met het Oranjehuis.
- Koolmees – Koolmees, zangvogel uit de familie van echte mezen
- Korenstraat – Koren, algemene term voor graan dat voor voedsel wordt verbouwd.
- Kornet Van Limburg Stirumstraat – Carel Everhard (Eef) graaf van Limburg Stirum (1917-1940), Nederlands militair (kornet) die sneuvelde tijdens de Duitse aanval op Nederland in 1940. Hij was opgegroeid op huis Spijkerbosch in Olst.[noot 2][26][25][2][27][28][29]
- Korte Kamp – kamp van geringe lengte[4]
- Kortricklaan – Kortrijk/Kortsriek/Kortrick, oude boerderij[30]

### L
- L.H. Pottstraat – Lambertus Hendrikus Pott (1895-1956), gemeentesecretaris van Olst van 1923 tot 1956[31]
- Lange Dijk – Dijk van aanzienlijke lengte

### M
- Marga Klompélaan – Marga Klompé (1912-1986), Nederlands politica. In 1956 werd ze de eerste vrouwelijke minister van Nederland.
- Molenpad – Pad naar de molen
- Molenweg – Weg naar de molen

### N
- Notarisappel – Nederlands appelras dat omstreeks 1890 is ontstaan.[4]

### O
- Olsterhof – Olsterhof, buitenplaats[32]
- Olsterkampweg – Olsterkamp, gebied ten zuiden van Olst[30]
- Oude Allee – Allee van aanzienlijke ouderdom

### P
- Parallelweg – Evenwijdig aan de spoorbaan lopende weg
- Patrijs – Patrijs of Veldhoen, akkervogel uit de familie der fazantachtigen
- Phoenixhof –
- Pippeling – Nederlands appelras dat omstreeks 1899 is ontstaan.[4]
- Prins Bernhardstraat – Bernhard van Lippe-Biesterfeld (1911-2004), prins-gemaal van Juliana der Nederlanden
- Prinses Beatrixstraat – Beatrix der Nederlanden (1938), eerste dochter en opvolgster van Juliana der Nederlanden
- Prinses Irenestraat – Irene der Nederlanden (1939), tweede dochter van Juliana der Nederlanden
- Prinses Margrietstraat – Margriet der Nederlanden (1943), derde dochter van Juliana der Nederlanden
- Prinses Marijkestraat – Marijke, vroegere roepnaam van Christina der Nederlanden (1947), vierde en jongste dochter van Juliana der Nederlanden
- Puinweg – Puinweg, halfverharde weg met een funderingslaag van puin
- Putter – Putter of distelvink, zangvogel uit de familie der vinkachtigen

### R

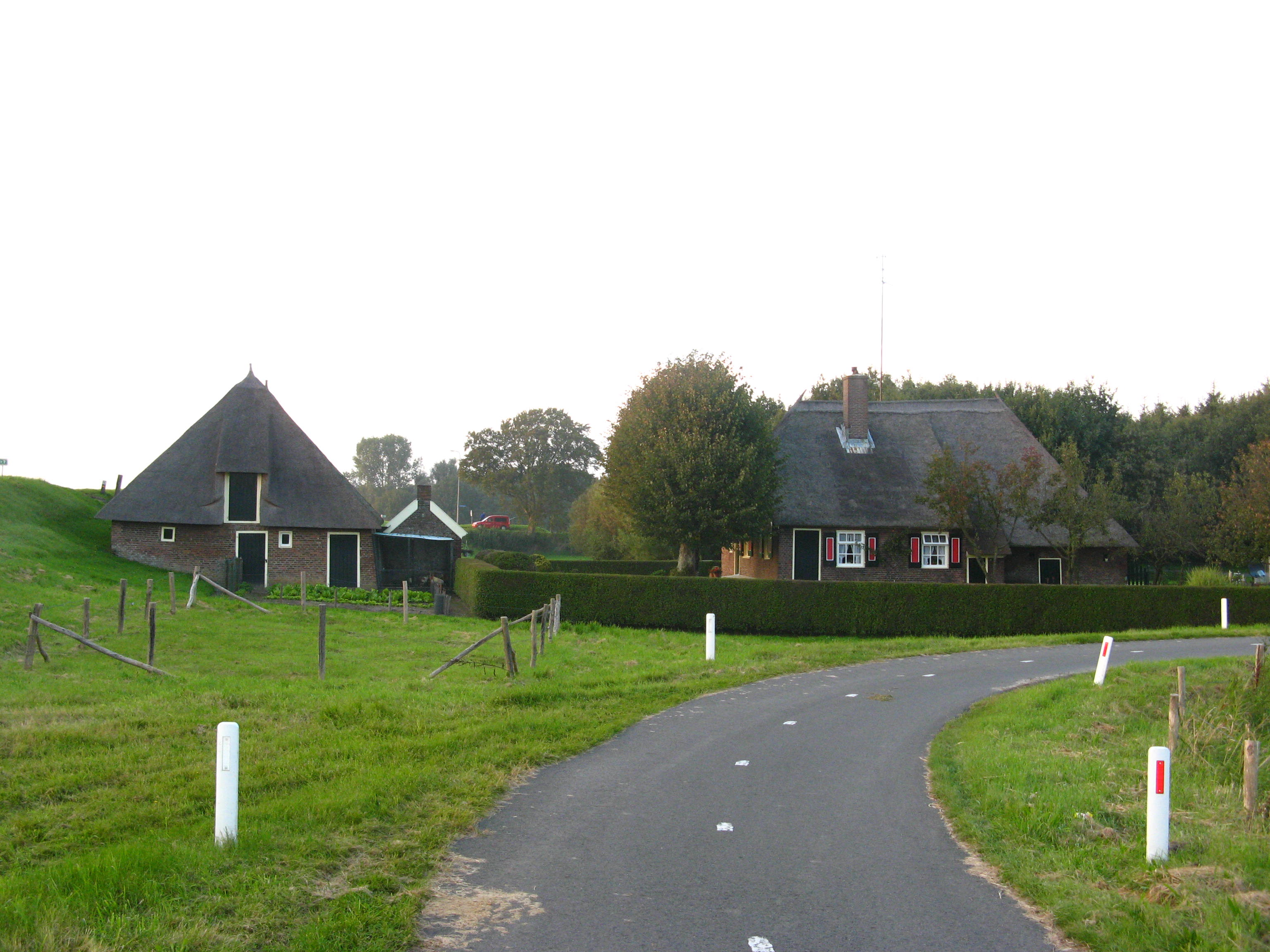
Rijksstraatweg

- Randerstraat – Grens van de Rander-marke, een van de zes marken van het voormalige schoutambt Colmschate
- Rietgors – Rietgors, zangvogel uit de familie van gorzen
- Rijksstraatweg – Provinciale weg N337 van Deventer naar Zwolle langs de oostelijke IJseloever
- Ringmus – Ringmus, zangvogel uit de familie van mussen en sneeuwvinken
- Roggestraat – Rogge, graansoort, die net als de overige granen behoort tot de grassenfamilie
- Roodborst – Roodborst of roodborstje, zangvogel uit de familie vliegenvangers
- Rosa Manushof – Rosa Manus (1881-1942), feministe, pacifiste en nazi-slachtoffer
- Rozenhof – Roos, plantenfamilie
- Rozenkampsweg – Den Rozenkamp, oude boerderij[30]
- Rozestraat – De Ro(o)se/Ro(o)ze, oude boerderij en buitenplaats[30][33]

### S
- Schaepmanstraat – Herman Schaepman (1844-1903), Nederlands dichter en politicus
- Schimmelpenninckstraat – Schimmelpenninck is een Nederlands geslacht dat oorspronkelijk uit de stad Zutphen komt en waarvan een tak sinds 1834 tot de Nederlandse adel behoort en een andere in 1910 werd opgenomen in het Nederland's Patriciaat.[34][35]
- Spijkerbospad – Spijkerbosch, buitenplaats[30][36]
- Spoorstraat – Parallel aan de spoorweg aangelegde straat
- Stationsweg – Weg naar het spoorwegstation
- Steenpersstraat – steenpers, pers voor het machinaal vormen van bakstenen.[4]
- Steenuil – Steenuil, kleine gedrongen roofvogel uit de orde uilachtigen
- Sterappel – Nederlands appelras dat omstreeks 1830 is ontstaan.[4]

### T
- 't Hooge –

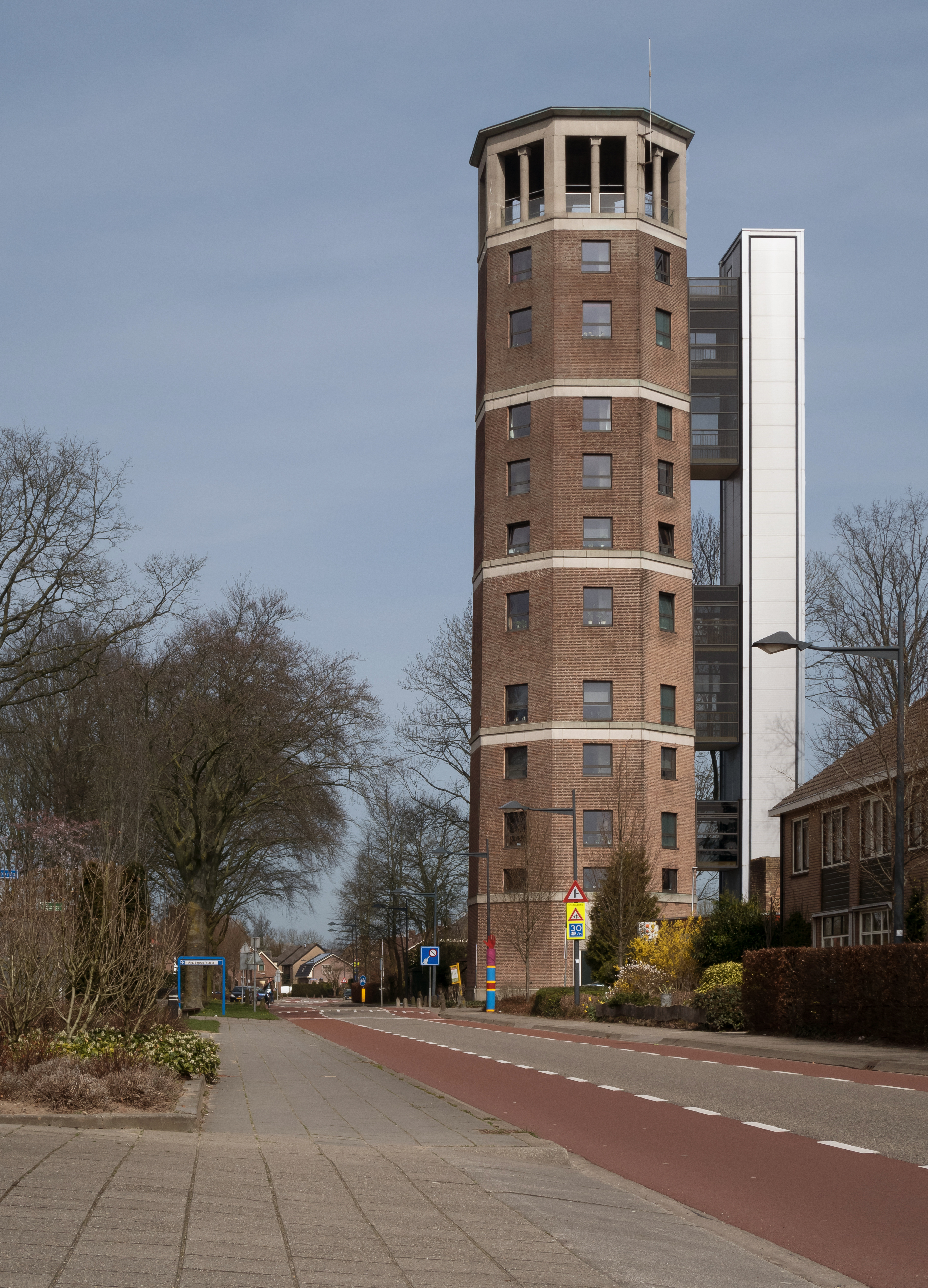
Watertorenstraat

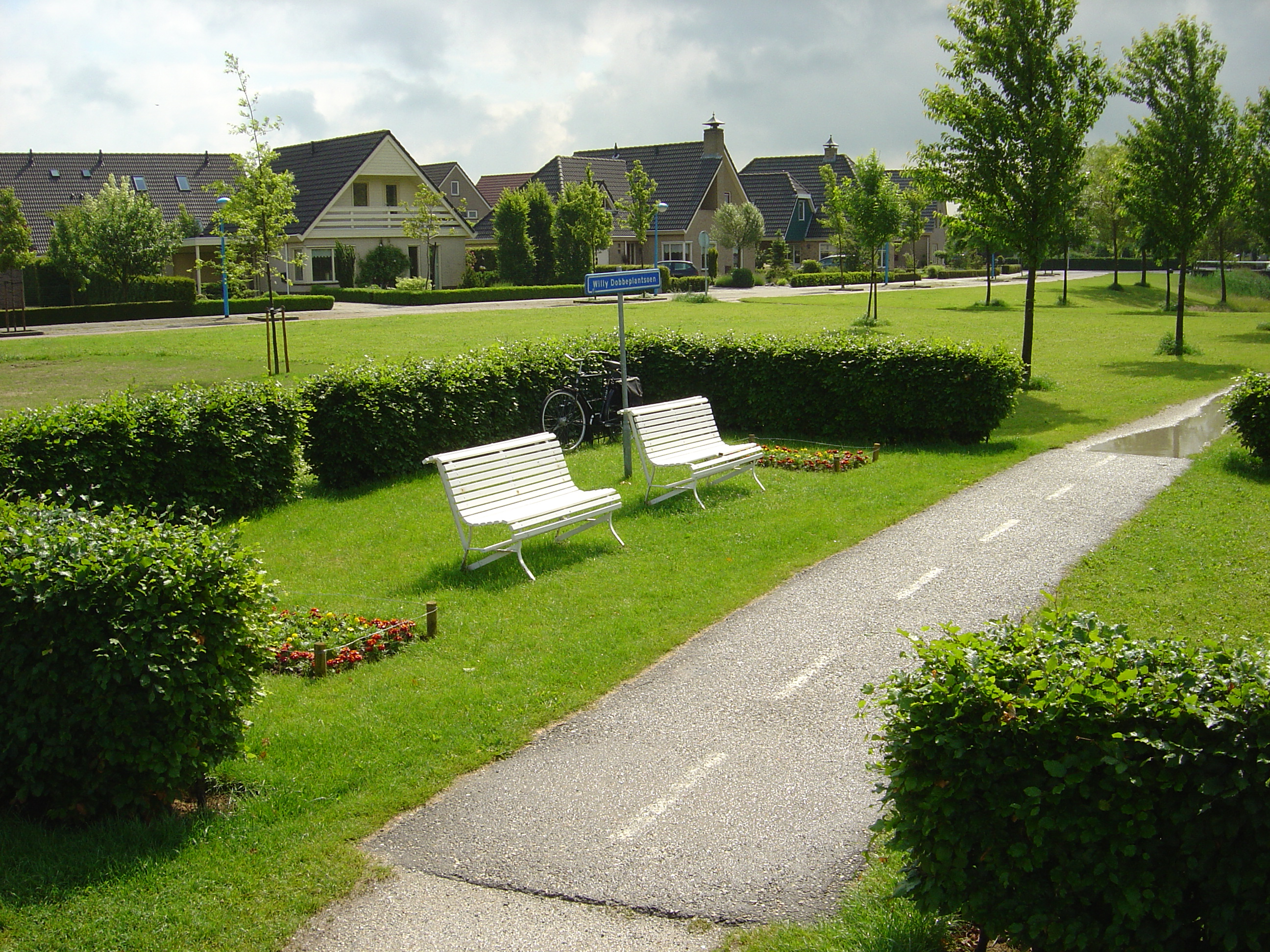
Willy Dobbeplantsoen

- Tarwestraat – Tarwe, geslacht van granen
- Ter Stegestraat –
- Thorbeckestraat – Johan Rudolph Thorbecke (1798-1872), Nederlands staatsman
- Torenvalk – Torenvalk, roofvogel uit de familie van de valkachtigen
- Troelstrastraat – Pieter Jelles Troelstra (1860-1930), Nederlandse politicus

### V
- Van Hallstraat – Van Hall is een Nederlands geslacht, afkomstig uit Gelderland. Een bekend lid is Floris Adriaan van Hall (1791-1866), politicus
- Van Hogendorpstraat – Van Hogendorp is een Nederlands geslacht dat sinds 1814 tot de Nederlandse adel behoort. Een bekend lid is Gijsbert Karel van Hogendorp (1762-1834), politicus
- Van Oldenbarneveltstraat – Johan van Oldenbarnevelt (1547-1619), raadpensionaris van de Staten van Holland tijdens de Tachtigjarige Oorlog
- Veerweg – Weg naar het Olsterveer, de veerpont over de IJssel tussen Olst en Welsum
- Vijverhof – Laan naar de vijver in het Prinsenpark
- Vink –

### W
- Watertorenstraat – Weg naar de Olster watertoren
- Westervoorde – Buitenplaats[37]
- Wethouder A.G. Dekkerlaan –
- Wethouder G.J. Kuiperstraat – Gerrit Jan Kuiper (1882-1932), wethouder in Olst van 1931 tot 1932[38]
- Willy Dobbeplantsoen – Willy Dobbe (1944), voormalig tv-omroepster en -presentatrice bij de Nederlandse publieke televisie[noot 3]
- Winterriet – Winterrietpeer, oud Nederlands perenras.[4]
- Woolsdijk –

### Z
- Zandweteringpad – Pad langs de Zandwetering, een grotendeels gegraven watergang bij Olst

## Straten in Wijhe

### A
- Achter de Hoven –
- Akkerwinde – Akkerwinde, plant uit de windefamilie
- Ambachtsweg – Ambacht, handwerk dat wordt aangeleerd om een beroep mee uit te oefenen.
- Assendorperdijk –

### B
- Bakhuus –
- Beatrixlaan – Beatrix der Nederlanden (1938), eerste dochter en opvolgster van Juliana der Nederlanden
- Bereklauw – Berenklauw, plantengeslacht
- Binnenpad –
- Boerhaar – Boerhaar, dorp in de gemeente Olst-Wijhe
- Boerhaarseweg – Boerhaar, dorp in de gemeente Olst-Wijhe
- Bremmelerstraat –
- Broekslag –

### D
- Daslever – Daslever, oude boerderij/familienaam[30]
- De Bongerd – Bongerd of boomgaard, een met bomen beplant stuk grond waar vruchten of noten geteeld worden
- De Brabantse Wagen – "De Brabantsche Wagen", herberg aan de noordkant van Wijhe die rond 1880 werd afgebroken.
- De Geere –
- De Grienden –
- De Jakke –
- De Kupe –
- De Lange Slagen –
- De Wandelingen –
- De Wellenberg – De Wellenberg, oude boerderij tussen Wijhe en Heino[30]
- De Wesenberg – De Wesenberg, landgoed tussen Wijhe en Wesepe[30]
- Dijk – Dijk met provinciale weg langs de oostelijke IJsseloever tussen Zwolle en Deventer. Maakt deel uit van de provinciale weg N337
- Dijkzicht – Weg onderlangs de IJsseldijk, waarvan de woningen uitkijken op de dijk
- Disselhof –
- Dolskamp –
- Duisterendijk –

### E
- Elshof – Elshof, buurtschap tussen Wijhe en Raalte[40]
- Elshofweg – idem
- Emmalaan – Emma van Waldeck-Pyrmont (1858-1934), tweede echtgenote van koning Willem III der Nederlanden en koningin-regentes der Nederlanden van 1890 tot 1898.
- Engeweg – Weg van geringe breedte
- Enkweg – Weg over de enk
- Ereprijs – Ereprijs, geslacht van planten

### F
- Fluitekruid – Fluitenkruid, plant uit de schermbloemenfamilie
- Fuut – Fuut, watervogel van plassen en meren

### G
- Gravenweg –
- Grutto – Grutto, weidevogel

### H
- Hagenvoorde – Hagenvoorde, oude boerderij (zaalstede, later havezate)[30][41][40]
- Hamelweg – 't Hamel, oude boerderij[30]
- Handelsweg – Handel, het uitwisselen van producten tussen twee partijen tegen directe of uitgestelde betaling
- Havenpad – Haven, deels omsloten stuk water, dat gebruikt wordt als lig- of aanlegplaats voor vaartuigen
- Het Anem – Het A(h)nem, oude boerderij[30][41]
- Hoevenhoek –
- Hogeweg –
- Honingklaver – Honingklaver, geslacht uit de vlinderbloemenfamilie
- Huninkhof –

### I
- IJssellanden – IJssellanden, weidegebied in de IJsselwaarden aan de noordkant van Wijhe[30]
- IJsselstraat – IJssel of Gelderse IJssel, een Nederlandse rivier in Gelderland en Overijssel
- Industrieweg – Weg op industrieterrein

### J
- Jan Meesterweg – Jan Meester (1820-1917), oprichter vleesverwerkingsbedrijf Meester (1847)[42][43]
- Jennewiek – Jennewiek, oude boerderij behorende tot het landgoed De Gelder[41]
- Julianalaan – Juliana der Nederlanden (1909-2004), koningin der Nederlanden van 1948 tot 1980

### K
- Kaardebol – Kaardebol, geslacht van bloeiende planten uit de Kaardebolfamilie
- Kappeweg – (De) Kappe, gebied ten noordoosten van Wijhe[30]
- Keizersweg –
- Kerkpadsblok –
- Kerkstraat – Straat bij de kerk
- Kievit – Kievit kieviet, weidevogel uit de familie plevieren
- Koeland – Naam is ontleend aan het gebruik van de grond als weiland voor koeien
- Koestraat – Koe, gedomesticeerd rund
- Kolkweiden – Kolkweiden, gebied tussen Wijhe en Raalte[30]
- Krijtenberg – Krijtenberg, oude boerderij en havezate[30][41]
- Kuierpad –

### L
- Laarzenpad – Wandelpad door de uiterwaarden, waar het raadzaam is laarzen te dragen (Laarzen, type schoeisel met een hoge schacht, oorspronkelijk ter bescherming tegen vocht, vuil en/of koude)
- Langeveldsloo – Langeveldslo, havezate[30][41]
- Langstraat –
- Leenstrastraat – Hendrik Aukes Leenstra (1877-1945), burgemeester van Wijhe van 1929 tot 1942
- Leugenshorst – "Horst"=hoogte[40]
- Lierderholthuisweg – Weg naar Lierderholthuis
- Luitenant Andersonstraat – Hugh Henry Anderson (1921-1945), Canadees militair (luitenant) van het 7th Reconnaissance Regt., 17th Duke of York's Royal Canadian Hussars die hier sneuvelde tijdens de bevrijding van Oost-Nederland. Straat heette t/m 1945 Koestraat.[44][18][45]

### M

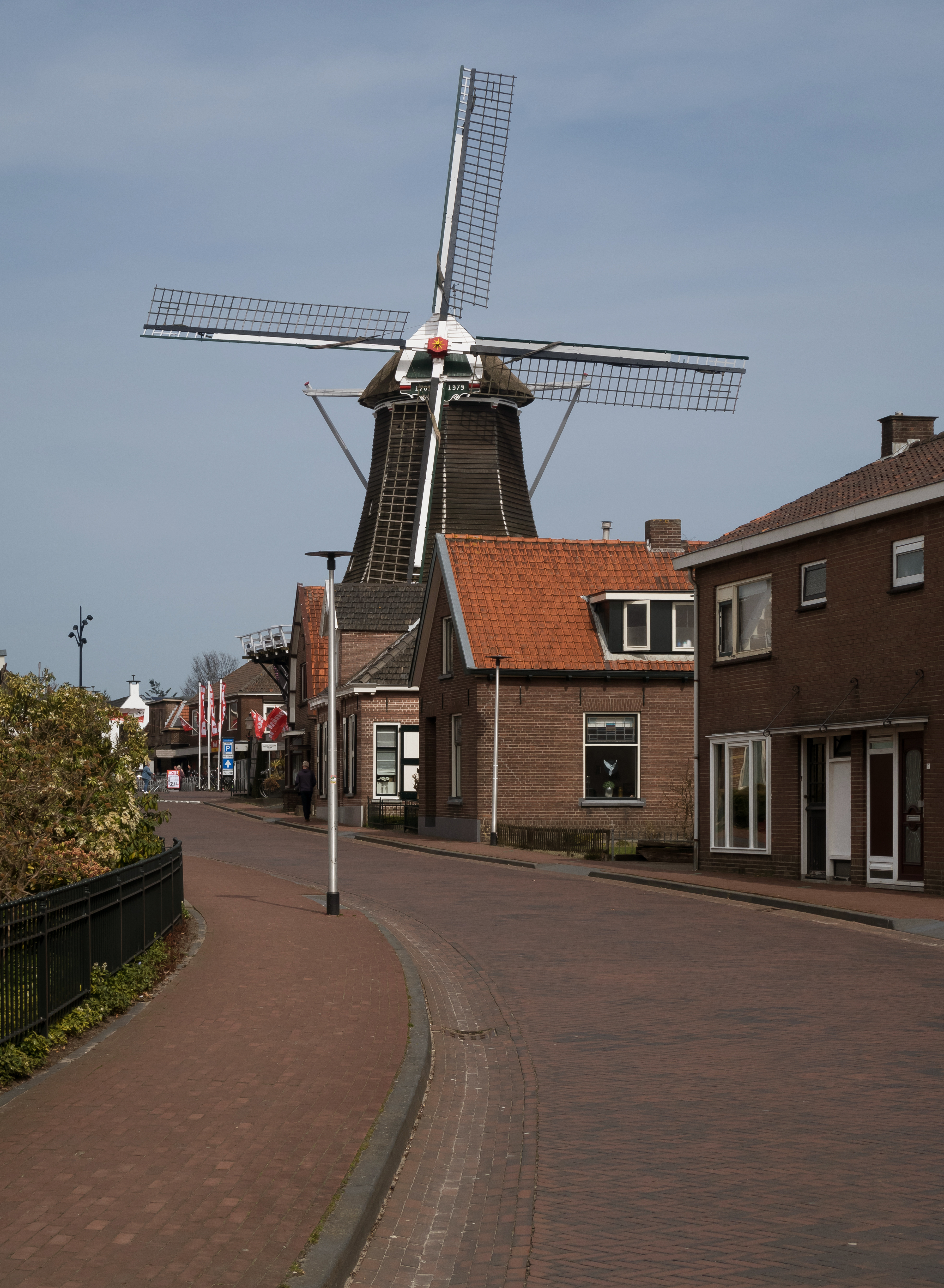
Molenbelt

- Maasstraat – Maas, rivier die ontspringt in Frankrijk en daarna door België en Nederland stroomt
- Mandenmakershoek – Mandenmaker, mandenvlechter of korver, ambachtsman die manden maakt met natuurlijke materialen zoals wilgentenen, rotan, stro of rietstengels
- Marjolein – Marjolein, een plant uit de lipbloemenfamilie. Ook wel bekend als majoraan of worstkruid
- Marktplein – Plein waar de markt plaatsvindt
- Marktstraat – Weg naar het Marktplein
- Meerkoet – Meerkoet, watervogel uit de familie van de rallen, koeten en waterhoentjes
- Meidoorn – Meidoorn, plantengeslacht uit de rozenfamilie
- Molenbelt –
- Molenenk –
- Molenstraat – Weg naar molen
- Morgenlanden – Morgenlanden, gebied tussen Wijhe en Raalte[30]
- Morgenster –
- Mottenpad –

### N
- Nieuwendijk –
- Nieuwstraat –
- Nijlandstraat –
- Nijverheidsweg –
- Noorder Koeslag – Gebied ten zuiden van Wijhe en ten westen van Boerhaar[30]

### O
- Olderhuus –
- Omloop –
- Onder de Gelder – De Gelder, havezate in Wijhe die in 1913 werd afgebroken. Het landgoed met dezelfde naam bestaat nog.[41]
- Ontmoetingshoek –
- Oranjelaan – Vorstendom Oranje, waarvan Willem de Zwijger in 1544 prins werd.
- Oude Raalterweg – Oude weg naar Raalte

### P
- Paasweide –
- Pastinaak – Pastinaak of witte wortel, wortelgewas uit de schermbloemenfamilie
- Peperkamp –
- Pimpernel – Pimpernel, geslacht van planten in de Rozenfamilie
- Plattenberg –
- Prins Bernhardlaan – Bernhard van Lippe-Biesterfeld (1911-2004), prins-gemaal van Juliana der Nederlanden
- Prins Hendrikstraat – Hendrik van Mecklenburg-Schwerin (1876-1934), gemaal van Wilhelmina der Nederlanden

### R
- Raadhuisplein – Plein waaraan het raadhuis staat.
- Raalterslag –
- Raalterweg – Weg naar Raalte, maakt deel uit van de Provinciale weg N756
- Rambonnetstraat – mr. Frédéric Louis Rambonnet J.Jz.[46][noot 4] (1827-1900), burgemeester van Wijhe van 1863 tot 1900
- Reuveldsweg – De Reuvelden, gebied aan de grens van de gemeente Wijhe nabij Broekland[30]
- Rietbergweg –
- Rijksstraatweg – Provinciale weg N337 van Deventer naar Zwolle langs de oostelijke IJseloever
- Roerdomp – Roerdomp, moerasvogel uit de familie der reigers
- Runneboomweg –

### S
- Schaarshoekweg –
- Schelmspad –
- Scherpenzeelseweg – Scherpenzeel of Scherpenseel, oude boerderij en buitenplaats[30][47]
- Schimmelpennincklaan – Gerrit Schimmelpenninck (1864-1950), burgemeester van Wijhe van 1901 tot 1929
- Schippershuizen –
- Schoutenstraat – Gilles Schouten (1790-1857), burgemeester van Wijhe van 1812 tot 1856
- Sleedoorn – Sleedoorn, struik uit de rozenfamilie
- Slotpark –
- Spoorstraat – Parallel aan de spoorweg aangelegde straat
- Stationsweg – Weg naar het spoorwegstation
- Stoombootweg – Stoomboot, schip dat wordt aangedreven door een stoommachine
- 't Nijenhuis –

### T
- Torenstraat –
- Tuterië –
- Tuurweide –

### V
- Van Dedemplein – Frederik Gijsbert baron van Dedem (1743-1820) in Wijhe geboren Nederlands politicus en diplomaat die van 1785 tot 1820 ambassadeur was in Constantinopel[48]
- Van Nahuijsstraat – jhr.  Willem Christiaan Theodoor van Nahuys (1820-1901), burgemeester van Wijhe van 1857 tot 1862
- Veerstraat – Weg naar het Wijheseveer, de veerpont over de IJssel tussen Wijhe en Heerde
- Veerweg – idem
- Veldhoek –
- Velnerweg – De Velner, voormalige havezate[40]
- Velsdijk –
- Vettewinkelweg – Vettewinkel, oude boerderij[30]

### W
- Watersnip – Watersnip, vogel uit de familie van strandlopers en snippen
- Waterstraat –
- Wechterholt – Wechterholt, gebied tussen Wijhe en Heino[30][40]
- Weidesalie – Weidesalie of veldsalie, plant uit de lipbloemenfamilie
- Wengeler tunnel – Wengelo(o), buurtschap ten zuiden van Boerhaar[30]
- Wengelerafweg – idem
- Wiederhorsten –
- Wijhendaalseweg – Wijhendaal, buitenplaats[30][49]
- Wijhezicht – Wijhezicht, buitenplaats[30][50]
- Wilhelminalaan – Wilhelmina der Nederlanden (1880-1962), Koningin der Nederlanden van 23 november 1890 tot 4 september 1948.
- Willem Alexanderhof – Willem-Alexander der Nederlanden (1967), Koning der Nederlanden. Ten tijde van het vernoemen eind jaren '60? was hij nog Prins van Oranje
- Willem de Zwijgerlaan – Willem van Oranje (1533-1584), ook bekend als Willem de Zwijger
- Withuisweg –
- Wittemerslag –

### Z
- Zandhuisweg –
- Zomerhof –
- Zuider Koeslag – Gebied ten zuiden van Wijhe en ten westen van Boerhaar[30]

## Straten in Wesepe

### A-E
- Achterhoekstraat –
- Averdijkstraat – Averdijk, gebied ten zuiden van Wesepe[30]
- Bokkelerweg –
- Bonekampweg –
- Boxbergerweg – Weg richting Boxbergen, een havezate en landgoed bij Wesepe[5]
- Broeklanderweg – Weg naar Broekland
- Brouwerskamp –
- Ds. E. Kreikenlaan – ds. Egbert Kreiken (1803-1875), predikant van de Nicolaaskerk die van 7 oktober 1832 tot 14 februari 1875 (ruim 43 jaar) de langstlopende ambtstermijn van Wesepe had .[51][52][53]
- Eikenweg – Eik, geslacht van loofbomen
- Elshagenweg –

### F-K
- G.J. Kappertweg – Gerrit Jan Kappert (1910-1940), in Wesepe geboren[54] Nederlands militair, ingedeeld bij M.C.-II-19 R.I.[55], gesneuveld tijdens de strijd op de Grebbeberg.[1][56]
- Haarbeltenweg – De Haarbelten, bosgebied ten noorden van de Weseper Enk[30]
- Heetenerdijk – Heeten, dorp in de Nederlandse provincie Overijssel
- Hiethaarshoek – Hiethaarshoek, gebied ten zuidwesten van Wesepe[30]Hiethaar was ook de naam van een oude katerstede van de marke Wesepe[57]
- Kikkerspad – Kikkers, orde van amfibieën
- Kistenmaker – Oude Kistemaker, oude katerstede van de marke Wesepe[57]
- Klompenmaker – Klompenmaker, ambachtsman die klompen vervaardigt
- Koedijk – Koe, gedomesticeerd rund
- Korenmolen – Windkorenmolen van Lammers/Dieperink, voormalige stellingmolen in Wesepe[58]

### L-S
- Lankhorsterweg – Lankhorst, gebied ten westen van Wesepe. Ook oude boerderijen Klein en Groot Lankhorst.[30]
- Mengerweg –
- Meulemanskamp –
- Oosterkampweg –
- Oude Spoorpad – Hier lag van 1910-1935 de rails van de ‘OLDO' spoorlijn. De spoorbaan werd daarna opgebroken. De Oude Spoorpad volgt de vroegere spoorlijn.
- Raalterweg – Weg naar Raalte, de gedeeltes buiten de dorpskern maken deel uit van de Provinciale weg N348
- Rozenvoorderdijk – Het Rozenvoorde, oude katerstede van de marke Wesepe[57]
- Scholtensweg –
- Sichemstraat – Sichem, oude boerderij van de familie Van Sichem, een vooraanstaande Weseper familie in de 17e en 18e eeuw die onder andere een aantal kosters en schoolmeesters voortbracht[59]
- Sprokkelerveld –

### T-Z
- Tollenaar –
- Veldwachter –
- Velsdijk-
- Weidebeek – beek de Kleine Vloedgraven die hier door de weilanden liep.[4]
- Weseper Rondweg – In 2009 geopende rondweg langs Wesepe. Onderdeel van Provinciale weg N348[60]
- Weseperenkweg – Weg over de enk bij Wesepe[30]
- Westrikstraat – De Westrik, oude boerderij[30]
- Wethouder M. van Doorninckweg – Martinus van Doorninck (1876-1946), wethouder van Olst in de jaren '20[38][61]
- Wildbaan –
- Woolsdijk –
- Zonnenbergerweg – Zonnebergen, gebied en goed tussen Wesepe en Heeten[30]

## Straten in Boskamp

### A-F
- Anemoonstraat – Anemoon, overblijvende kruiden uit de ranonkelfamilie
- Begoniastraat – Begonia, sierplant
- Blomstraat –
- Dahliastraat – Dahlia, sierplant
- Dingshofweg – Dingshof, havezate[5][30]
- Drostenpad –
- Eikelhofweg – Eikelhof, buurtschap in de gemeente Olst-Wijhe
- Eulinkstraat – pastoor Eulink, pastoor in de parochie Boskamp in de 19e eeuw[62]

### G-K
- Geraniumstraat – Geranium, plantengeslacht
- Hoenloseweg – Hoenlo, havezate[5][63]
- Hyacintstraat – Hyacint, bolgewas uit de aspergefamilie
- Ketelgatstraat –
- Kleistraat –
- Knoppertlaan – Knoppert, Nederlandse adellijke familie die eigenaar was van havezate Boskamp[62]
- Koekoeksweg – Koekoek, vogelsoort uit de familie Koekoeken
- Kotterikstraat – Kotterik, oude boerderij[30]

### L-Z
- Molenweg – Weg naar de molen
- Sekkelanden –
- Tulpstraat – Tulp, geslacht van eenzaadlobbige planten uit de Leliefamilie
- Van Laakstraat – J. van Laak, pastoor in de parochie Boskamp begin 20e eeuw[64]
- Vennemanshoek –
- Wethouder H.J.J. Vlaskamplaan –
- Wethouder W.A. Boerkampweg –
- Wolbroekenpad – Wolbroeken, buurtschap tussen Boskamp en Wesepe[30]
- Zandweteringpad – Weg langs de Zandwetering, waterloop ten westen van Diepenveen

## Straten in Den Nul, Welsum, Middel, Boerhaar, Eikelhof, Fortmont, Marle en Herxen

### Den Nul
- Beltenweg –
- Berkenweg – Berk, loofboom
- Beukenweg – beuk, plantennaam
- Boerhaarseweg – Boerhaar, dorp in de gemeente Olst-Wijhe
- Damshoekweg –
- Duursestraat – Duur, buurtschap in de gemeente Olst-Wijhe
- Eikenweg – Eik, geslacht van loofbomen
- Esdoornweg – Esdoorn, boomgeslacht
- Essenweg – Essen, Duitse Hanzestad
- Groene Dijk –
- Hazelaar – plantengeslacht Hazelaar
- Holstweg –
- Houtweg –
- Kastanjeweg – Kastanje, geslacht van loofbomen
- Lindenweg – Linde, loofboom
- Nieuwe Kampen –
- Rijksstraatweg – Provinciale weg N337 van Deventer naar Zwolle langs de oostelijke IJseloever
- Scherpenzeelseweg – Scherpenzeel of Scherpenseel, oude boerderij[30]
- Tichelstraat –
- Wijheseweg – Weg naar Wijhe

### Welsum
- Arkerstraat –
- Bosweg – Bos, begroeiing die voornamelijk uit bomen bestaat met ondergroei
- Erveweg – 't Erve, buurtschap bij Welsum [65]
- Grapendaalseweg – Grapendaal, buurtschap aan de IJssel tussen Terwolde en Welsum [30][66]
- Hemelrijk –
- IJsseldijk – Dijk met weg langs de westelijke IJsseloever tussen Zwolle en Deventer.
- Kapellenkamp –
- Kerklaan – Weg richting de kerk
- Kloosterhoekweg – Kloosterhoek, buurtschap bij Welsum [30][65]
- Lange Akkers –
- Middelstuk –
- Polderweg –
- Reepad – Ree, evenhoevig zoogdier uit de familie van de hertachtigen
- Ruwerdweg –
- Veenweg – Weg door het veengebied
- Veldweg – 't Veld, buurtschap bij Welsum [65]
- Vossenweg – Vos, roofdier in de familie hondachtigen
- Zijlweg –

### Middel
- Dingshofweg – Dingshof, havezate[5]
- Kloosterstraat – Weg naar Kloosterhoek, gebied tussen Wijhe en Wesepe[30]
- Marsweg – Mars of meers, laag, drassig en doorgaans vruchtbaar land.[67]:p162
- Middelerpad – Middel, buurtschap in de gemeente Olst-Wijhe
- Middelerstraat – idem
- Oude Deventerweg – Oude weg naar Deventer
- Prinshoeveweg – Prinshoeve, oude boerderij[30]
- Rozenvoorderdijk – Het Rozenvoorde, oude boerderij[57]
- Schotensweg –
- Schuilenbergerweg – Schu(i)lenberg, gebied tussen Olst en Wesepe. Ook oude boerderijen Klein en Groot Schu(i)lenberg.[30]
- Stapelhaarspad –
- Steunenbergerweg – Steunenberg of Stunnenberg, oude boerderij[30]
- Velsdijk – De Vels, oude boerderij[30]
- Wittenbergsweg –
- Woolsdijk –

### Boerhaar
- Boerhaar – Boerhaar, dorp in de gemeente Olst-Wijhe
- Boerlestraat – Groot Boerle, oude boerderij[30]
- Hooglandweg –
- Luitenant Andersonstraat – Hugh Henry Anderson (1921-1945), Canadees militair (luitenant) van het 7th Reconnaissance Regt., 17th Duke of York's Royal Canadian Hussars, sneuvelde hier op 24-jarige leeftijd tijdens de bevrijding van Oost-Nederland. Straat heette t/m 1945 Koestraat.[44][18][45]
- Overmaterhoek – De Overmaat, oude boerderij[30]
- Waterstraat –

### Eikelhof
- Bevrijdingsweg – Straatnaam verwijst naar de Bevrijding van de Duitse bezetting in Nederland
- Bouwhuispad –
- Boxbergerweg – Weg richting Boxbergen, een havezate en landgoed bij Wesepe[5]
- Eikelhofweg – Eikelhof, buurtschap in de gemeente Olst-Wijhe
- Lange Dijk – Dijk van aanzienlijke lengte

### Fortmont
- Barloseweg – De Ba(a)rlo, oude boerderij[30]
- Fortmonderweg – Fortmond, buurtschap in de gemeente Olst-Wijhe
- Koetsweg –

### Marle
- Hondenhoeksweg – De Hondenhoek, landgoed te Vorchten[68]
- Marledijk – Dijk bij Marle langs de westelijke IJsseloever
- Weerdhofweg – De Weerdhof, oude boerderij[30]

### Herxen
- Herxen – Herxen, buurtschap in de gemeente Olst-Wijhe
- Herxerenk – Weg over de enk bij Herxen